# Eric Sjöström
Per Eric Odh Sjöström, född 9 maj 1966, är en svensk konsult i kultursektorn. 
Sjöström är utbildad marknadsförare och diplomerad vid IHR, Stockholms universitet. 2008–2012 var han chef och konstnärlig ledare för Kulturhuset i Stockholm. Dessförinnan VD för Folkoperan och har tidigare även arbetat på Södra Teatern, Kulturhuvudstadsåret i Stockholm 1998, Kungliga Operan och segeltävlingen The Tall Ships Race.
Sedan 2013 arbetar han som frilans i eget bolag Erda konsult AB. Bland styrelseuppdrag kan nämnas Stim, Cirkus Cirkör, Dramaten, Kungl. Musikhögskolan, Sveriges Körförbund, Astrid Lindgrens Näs, Hertha Hillfons Vänner, Tidskriften Opera och Folkets Bio i Sverige. Han är för närvarande ordförande bl.a. Stiftelsen El Sistema Sverige och vice ordförande i Stockholms Kvinnohistoriska. Han tillträdde 2020 som ledamot i Svenska Filminstitutets styrelse, utsedd av regeringen.